# 数学教育
数学教育（英語：Mathematics education）是研究数学教学的实践和方法的学科。而且，数学教育工作者也关注促进这种实践的工具及其研究的发展。数学教育是现代社会激烈争论的主题之一。这个术语有个歧义，它既指各地的教室里的实践，也指新生的一个学科，它有自己的期刊，会议，等等。这方面最重要的国际组织是数学教育国际委员会。

## 历史沿革
基础数学是多数古文明的教育系统的一部分，包括古希腊，罗马帝国，吠陀社会和古埃及。在多数情况下，只有足够高地位，财富或等级的男性孩童才能接受正规教育。
在柏拉图把文科分成三艺和四術的划分中，四術包括数学的算术和几何领域。这个结构在中世纪欧洲所发展的经典教育的体系得到了延续。几何的教育基于欧几里得的原本。商业的学徒，如石匠，商人和借贷者需要学习和他们的行业相关的这种实用数学。
第一本英语的数学教科书由罗伯特·雷科德出版，从1540年的艺术的基础(The Grounde of Artes)开始。
在文艺复兴时期，数学的学术地位下降了，因为它和手工业和贸易紧密相关。虽然在欧洲的大学里继续教授数学，它被视为自然哲学，形而上学和道德哲学的辅助。
这个趋势在十七世纪得到某种逆转，阿伯丁大学在1613年建立数学主席职位，随后有牛津大学在1619年建立几何主席职位和剑桥大学在1662年设立的卢卡逊教授。但是，数学一般不在大学之外教授。例如牛顿在他在1661年进入剑桥三一学院之前没有受过正规数学教育。
在十八世纪和十九世纪，工业革命导致城市人口大量增加。基本的数字技能，如描述时间，数钱和简单算术，称为新的城市生活的基本能力。在新的公共教育系统中，数学成了从幼年开始的课程的中心部分。
到二十世纪，数学成了所有发达国家的核心课程的一部分。但是，多样和变化着的关于数学教育的目的的思想导致所采用的内容和方法几乎没有任何整体上的一致性。

## 目的
在不同的时期在不同的文化和国家中，数学教育试图达到不同的目标。这些目标包括:
- 教授给所有学生的数字技巧。
- 教授给大部分学生的实用数学（算术，基础代数，平面和立体几何，三角学），使得他们有能力从事贸易或手工业。
- 早期的抽象代数概念教育（例如集合和函数）
- 选择性的数学领域的教育（例如欧式几何）作为公理化体系的实例和演绎推理的一个模型
- 选择性的数学领域的教育（例如微积分）作为现代社会的智力成就的一个实例
- 教授给希望以科学为职业的学生的高等数学

数学教育的方式和变化的目标一致。

## 标准
绝大部分的历史时期，数学教育的标准是地域性的，由不同的学校或教师根据学生的水平和兴趣来设置。
在现代，有一种趋势是建立地区或国家标准，通常隶属于更广泛的学校教学大纲。例如在英国，数学教育的标准是英国国家教育大纲（National Curriculum for England）的一部分。在美国，美国数学教师国家委员会制定了一系列文档，最近的有学校数学的原则和标准，为学校数学的总体目标达成了一致。更具体的教学标准一般在州一级制定 - 譬如在加利福尼亚，加州教育理事会为数学教育制定了标准。

## 水平
不同水准的数学教授给不同年龄的学生。一个大致的对算术和代数的子课题的教学年龄的参考如下:
- 加法：5-7岁;更多的位数8-9岁
- 减法：5-7岁;更多的位数8-9岁
- 乘法：7-8岁;更多的位数9-10岁
- 除法：8岁;更多的位数9-10岁
- 简单代数：11-12岁
- 代数：13岁以上

## 方法
任何特定环境下的方法很大程度上由相关的教育系统所设定的目标所决定。教授数学的方法包括:
- 经典教育 - 中世纪的经典教育大纲中的数学教育通常基于欧几里得的《幾何原本》，它被作为演绎推理的范式来教授。
- 死记硬背 - 通过重复和记忆来教授数学结果，定义和概念。通常用于乘法表。
- 习题 - 通过完成大量同类的练习来传授数学技巧，例如加带分数或者解二次方程。例如，古氏积木（Cuisenaire rods）来教授分数。
- 问题求解 - 通过给学生无标准答案，不同寻常的，和有时候无解的问题来培养数学的智力，创造力和启發式思考。问题的范围可以从應用題到像国际数学奥林匹克竞赛这样的国际数学竞赛问题。
- 新数学 - 一种专注于集合论这样的抽象概念而不是实际应用的教授数学的方法。
- 历史方法 - 教授在一个历史，社会和文化背景下数学的发展过程。比纯粹抽象的方式提供了更多的人文乐趣。

这些方法不是所有的，而且任何数学教育系统很可能包含很多不同的方法。

## 数学教师
这些人曾在一生中某一阶段教授数学，但他们在其他方面更为著名：
- Lewis Carroll, 英国作家Charles Dodgson的笔名，曾在牛津基督教堂讲授数学
- 道尔顿, 英国化学家和物理学家，曾在曼彻斯特，牛津和约克的学校和大学教数学。
- Tom Lehrer, 美国歌曲作家和讽刺作家，曾在哈佛和麻省理工学院教数学。
- 格奥尔格·约阿希姆·雷蒂库斯, 奥地利绘图家，哥白尼的学生，曾在哈雷-维滕贝格大学教数学。
- Edmund Rich, 13世纪坎特伯雷大主教，在牛津和巴黎的大学教过数学。
- 阿奇·威廉斯, 美国运动员，奥运金牌得主，在加里福尼亚高中教过数学。